# Близанско
Близанско (на македонска литературна норма: Близанско) е село в Северна Македония, в община Брод (Македонски Брод).

## География
Селото се намира в областта Горно Поречие на западния бряг на езерото Козяк.

## История
Селището е писмено упоменато в дарствен хрисовул, наречен Виргинска грамота, издадена от цар Константин Тих Асен. Тя е датирана към втората половина на XIII век. Близанско и редица други села са изброени или потвърдени като владение на манастира „Свети Георги Бързи“ на Виргинево бърдо при Скопие.
В XIX век Близанско е село в Поречка нахия на Кичевска каза на Османската империя. Според статистиката на Васил Кънчов („Македония. Етнография и статистика“) от 1900 година Близненско е населявано от 20 жители българи християни.
На Етнографската карта на Битолския вилает на Картографския институт в София от 1901 година Близненско е чисто българско село в Кичевската каза на Битолския санджак с 35 къщи.
Цялото село в началото на XX век е сърбоманско. Според митрополит Поликарп Дебърски и Велешки в 1904 година в Близанско има 6 сръбски къщи. По данни на секретаря на Българската екзархия Димитър Мишев („La Macédoine et sa Population Chrétienne“) в 1905 година в Близнеско има 160 българи патриаршисти сърбомани.
След Междусъюзническата война в 1913 година селото попада в Сърбия.
На етническата си карта на Северозападна Македония в 1929 година Афанасий Селишчев отбелязва Близанско чифлик като българско село.
Църквата „Свети Архангел Михаил“ е от 1947 година.
Според преброяването от 2002 година селото има 37 жители – 36 македонци и 1 сърбин.
| Националност | Всичко |
| македонци    | 36     |
| албанци      | 0      |
| турци        | 0      |
| роми         | 0      |
| власи        | 0      |
| сърби        | 1      |
| бошняци      | 0      |
| други        | 0      |